# 52.º Regimiento de Instrucción Aérea
El 52º Regimiento de Instrucción Aérea (52. Flieger-Ausbildungs-Regiment) fue una unidad militar de la Luftwaffe de la Alemania nazi.

## Historia
Formada el 1 de abril de 1939 en Halberstadt desde el 52.º Batallón de Reemplazo Aéreo con:
- Stab.
- I Batallón de Instrucción desde el 52.º Batallón de Reemplazo Aéreo.
- Escuela Elemental de Vuelo (Escuela/52.º Regimiento de Instrucción Aérea) desde la Escuela Mixta Experimental Superior Halberstadt.

El II Batallón de Instrucción fue formada en 1940, mientras la Escuela/52.º Regimiento de Instrucción Aérea deja el regimiento el 16 de octubre de 1941 y se convirtió en 52.º Escuela Mixta Experimental Superior. Trasladado a Danzig-Langfuhr en septiembre de 1940 y en Soissons en octubre de 1941. El 16 de agosto de 1942 es redesignado como el 52.º Regimiento Aéreo.

## Comandantes
- Mayor general Herbert Kettner - (1 de abril de 1939 - 30 de septiembre de 1942)

## Orden de Batalla
- 1939 – 1940: Stab, I. (1-5), 6., 7., Escuela.
- 1941 – 1942: Stab, I. (1-5), 7., II. (8-12).